# Hitoe Arakaki
Pour les articles homonymes, voir Arakaki.
Hitoe Arakaki (新垣仁絵, Arakaki Hitoe, née le 7 avril 1981 à Yaese, sur l'île d'Okinawa, au Japon), plus connue sous son nom de scène HITOE, est une chanteuse japonaise, en solo ou comme membre du groupe de J-pop SPEED.

## Biographie
Hitoe Arakaki débute à 15 ans en 1996 avec SPEED en tant que choriste et danseuse, et sort en parallèle son premier single en solo en 1999 dans le genre R&B, sous le nom HITOE'S 57 MOVE (phonétiquement : "Hitoe's gonna move"), porté par le succès du groupe. Elle débute en tant qu'actrice avec les autres membres de SPEED dans le film de Takashi Miike Andromedia en 1998, et joue dans la série télévisée L×I×V×E en 1999.
SPEED se sépare en mars 2000, et elle part étudier les arts graphiques à New York, pour perfectionner son style de peinture "graffiti". De retour au Japon, elle publie un livre de ses toiles, puis sort un album et deux singles fin 2002 / début 2003, mais avec cette fois peu de succès, avant de se consacrer au yoga et d'en devenir professeur à Tokyo. Après deux reformations provisoires en 2001 et 2003, SPEED annonce son retour permanent en septembre 2008.
En avril 2013, Arakaki se marie et cesse ses activités artistiques, ne renouvelant pas son contrat avec son label et entrainant donc la mise en sommeil de SPEED, dont elle reste cependant officiellement membre.

## Discographie en solo
Singles
Album